# 韓德樞
韓德樞（？—969年），汉族，幽州安次縣人，辽国官员。韓延徽之子。

## 生平
虚岁15岁时见到辽太宗，太宗对韩徽说：“是儿卿家之福，朕国之宝，真英物也！”不到20岁任左羽林大将军，后任特进太尉。
当时汉人投降或搬到辽国居住的，大多在东平。丁岁时发生灾害，饥荒瘟疫不断。韩德枢请求前往慰问，被授予辽兴军节度使。到灾区驱除害虫，救济灾民，援助粮食，兴教化，一个月老百姓生活恢复正常。
入朝为南院宣徽使，天平军节度使，平滦营三州管内观察处置等使，门下平章事。后来任开府仪同三司、行侍中，封赵国公。保宁元年（969年）逝世。夫人赵氏，检校太师、魏国公赵思温四女。

## 资料
- 《辽史》卷七十四 列传第四